# Contessa Entellina Ansonica vendemmia tardiva
Il Contessa Entellina Ansonica vendemmia tardiva è un vino DOC la cui produzione è consentita nel comune di Contessa Entellina nella città metropolitana di Palermo.

## Vitigni con cui è consentito produrlo
- Ansonica detto anche Inzolia minimo 85%
- Altri vitigni a bacca bianca, raccomandati e/o autorizzati per la città metropolitana di Palermo, da soli o congiuntamente sino ad un massimo del 15%.

## Caratteristiche organolettiche
coloregiallo paglierino carico tendente al dorato;
profumogradevole, delicato, intenso;
saporedal secco al dolce, morbido, vellutato;
La menzione “vendemmia tardiva” è attribuita purché il vino provenga da uve che abbiano subito un appassimento sulla pianta e che siano state vinificate in recipienti di legno e purché tale vino sia stato invecchito per diciotto mesi di cui almeno sei in fusti di legno della capacità massima di 500 litri.
Per tale vino è obbligatorio riportare in etichetta l'indicazione "secco", "amabile" o "dolce".

## Produzione
Provincia, stagione, volume in ettolitri
- Palermo  (1996/97)  1066,52